# José Arencibia
José Armando Arencibia Arredondo (L'Avana, 1953 – Bridgetown, 6 ottobre 1976) è stato uno schermidore cubano, perito nell'esplosione del DC-8 della compagnia cubana esploso subito dopo il decollo dall’aeroporto della piccola isola di Barbados, nel Mar dei Caraibi, insieme ai compagni della nazionale giovanile di scherma.

## Palmarès
In carriera ha conseguito i seguenti risultati:
- Giochi panamericani:

Cali 1971: bronzo nella apada a squadre.
Città del Messico 1975: argento nella apada a squadre.